# Campionati mondiali juniores di slittino 1992
I Campionati mondiali juniores di slittino 1992 si sono disputati a Sapporo, in Giappone, il 25 e il 26 gennaio 1992. La pista nipponica situata all'interno della Prefettura di Hokkaidō, che fu sede nel 1972 dei XI Giochi olimpici invernali, ospita la manifestazione iridata di categoria per la prima volta.

## Podi[1][2]
| Evento         | Oro | Tempo | Argento                                                                                              | Tempo | Bronzo                                                                                           | Tempo |
| Singolo Uomini | Robert Pipkins                                                                                          |       | Armin Zöggeler                                                                                       |       | Sebastian Schiffner                                                                              |       |
| Singolo Donne  | Sonja Manzenreiter                                                                                      |       | Tanja Painsi                                                                                         |       | Bethany Calcaterra                                                                               |       |
| Doppio         | Frantisek Pekar Martin Duchek                                                                           |       | Markus Schiegl Tobias Schiegl                                                                        |       | Grant Dustin Chris Coughlin                                                                      |       |
| Gara a squadre | Germania Marco Prisky Sebastian Schiffner Barbara Niedernhuber Sibylle Kühne Sven Oschkenat Sandy Kokot |       | Austria Markus Neyer Rainer Margreiter Sonja Manzenreiter Tanja Painsi Markus Schiegl Tobias Schiegl |       | Stati Uniti Lawrence Dolan Robert Pipkins Bethany Calcaterra Renee Lyers Dan Warren Brian Martin |       |

## Medagliere
| Posiz. | Nazione        | Oro | Argento | Bronzo | Totale |
| ------ | -------------- | --- | ------- | ------ | ------ |
| 1      | Austria        | 1   | 3       | 0      | 4      |
| 2      | Stati Uniti    | 1   | 0       | 3      | 4      |
| 3      | Germania       | 1   | 0       | 1      | 2      |
| 4      | Cecoslovacchia | 1   | 0       | 0      | 1      |
| 4      | Italia         | 0   | 1       | 0      | 1      |